# Saint-Mard, Aisne
Saint-Mard là một xã ở tỉnh Aisne, vùng Hauts-de-France thuộc miền bắc nước Pháp.